# HAPPYクリスマスおもちゃ屋MISIA
『HAPPYクリスマス おもちゃ屋MISIA』（ハッピークリスマスおもちゃやミーシャ）は、日本テレビ系列で放送されているクリスマス特別番組であり、MISIAの冠番組である。

## 出演者

### レギュラー
- MISIA
- EXIT

### ゲスト

#### 2020年
- 中条あやみ
- 古市憲寿

#### 2021年
- 明石家さんま
- 堂本剛
- 星屑スキャット
- Little Black Dress

#### 2022年
- 浜辺美波

#### 2023年
- 久保田利伸
- ジェシー（SixTONES）
- ビビアン・スー
- Rockon Social Club

#### 2024年
- 王林
- 清水ミチコ
- 山田涼介 （Hey! Say! JUMP）
- 成田昭次
- Little Glee Monster
- Little Black Dress

## スタッフ
- ナレーター：バッキー木場
- 構成：桜井慎一、近藤祐次、大津悠美子（大津→第5回）
- TM：大越克人（第5回）
- SW：吉田健治（第1,4回-）
- CAM：福田伸一郎（第1,4回-）
- MIX：原秀彰
- VE：鈴木昭博（第2回-）
- PA：ヒビノ（第5回）
- サウンドエンジニア（第3回-）：中山佳敬（第5回）
- 楽器（第2回-）：チームアクティブ（第3回-）
- 美術プロデューサー：大川明子（第3回-）、山本澄子（第5回）
- デザイン（第5回）：浅田一花（第1-4回は美術デザイン）
- 照明：小笠原雅登（第5回）
- 音効（第2回-）：高取謙（第1回はBGM選曲）
- デスク：田口美和子（第5回）
- TK：田中彩（第5回）
- 技術協力：NiTRo、ヌーベルアージュ、aai（ヌーベル・aai→第2回-）
- 美術協力：日テレアート
- VTR（第2回-）：ジャパンテレビ（第1回はモニター）
- 協力（第2回-）：HARMONIER（第2回-）
- LIVE（第5回）：
  - チーフディレクター：中村文彦（第5回）、比嘉智樹（第5回、第3,4回はチーフディレクター）
  - ディレクター：新井章司、橋村和幸、石川由乃、鈴木千香、清水陸斗、髙橋茉鈴（共に第5回、新井章→第1-4回、橋村→第2-4回、石川・鈴木→第4回はディレクター）
- TALK（第5）：
  - チーフディレクター：北園遥（第5回、第4回はチーフディレクター）、新井規郎（第5回、第4回はディレクター）
  - ディレクター：佐藤亜沙子、百丸遼、奥村美季、横山七夏（共に第5回、佐藤→第4回はディレクター）
- プロデューサー：岩崎小夜子、藤本弘志、山崎みみ、窪彩花、望月理充、中島聡子、松尾智法、髙田美希（中島→第2回-、岩崎→第3回-、望月・松尾→第4回-、窪・髙田→第5回、髙田→第4回はディレクター）
- 演出：加藤孝司（第1-3,5回、第4回は監修）
- 企画協力：谷川寛人（第1,2,5回、第3,4回はTANNY名義、リズメディア）
- チーフプロデューサー：島田総一郎（第4回-）
- 制作協力：AXON（第2回-）、ゴッドキッズ
- 製作著作：日本テレビ

### 過去のスタッフ
- TM：川合亮（第1-4回）
- SW：蔦佳樹（第2,3回）
- CAM：矢作陽一（第2回）、岩永雄允（第3回）
- VE：片山雄斗（第1回）
- AUD（第3回）：滝口祐造（第3回）
- PA：鈴木紀浩（第1回）、内藤甲斐、三井崇（LOST、共に第2回）、馬場晋一（第3回）、LOST/ヒビノ（第4回）
- サウンドエンジニア（第3回-）：川口昌浩（第3,4回）
- ライブ制作（第3回）：萩原来生太（第3回）
- 楽器（第2回-）：岡田一之（チームアクティブ、第2回）
- 美術P（第1回-）→美術プロデューサー（第2回-）：栗原純二（第1回）、滋田由布子（第2回）
- 美術デザイン：平岡真穂（第1回）、米津成美（第1-3回）、佐藤裕乃（第4回）
- 照明：谷田部恵美（第1-4回）
- 技術協力：Omnibus JAPAN、ICHIZIKU（共に第1回）
- 協力（第2回-）：acro（第2,3回）
- CG制作：gpcG（第1回）
- アシスタント：佐藤亜沙美、川崎雛子、佐々木伽歩（共に第1回）
- デスク：近藤由衣（第1-3回）、西端薫（第4回）
- TK：桜井えみこ（第1-4回）
- ディレクター：寺沢隆 / 下村健郎、加治木賢真、佐久間実菜、滝澤巧実、安田健吾、植木優花（共に第2回、下村・加治木→第1回はアシスタント）、井宮権人、深谷莉菜・後藤みのり、蓮沼未来、山本剛史（共に第3回）、萩原翔樹、菅野賢志、繋菜々花、織田充希、山口茉莉（共に第4回）
- チーフディレクター：高柳健太朗（第1,3回）、中津雄太（第2回）
- 演出：渡邊友一郎（第1-4回）
- プロデューサー：伊藤茉莉衣（第1,2回）、小林拓弘（第1-3回）、斎藤一宏、昆祐子、大城麻世（共に第1回）、和田裕子（第2-4回、第1回はアシスタント）、阿部さちよ（第3回）、松田幸樹（第4回）
- チーフプロデューサー：川邊昭宏（第1,2回）、江成真二（第1-3回）
- 制作協力：Boom up（第1回）